# Romanogobio kessleri
Romanogobio kessleri (tên tiếng Anh là Kessler's Gudgeon) là một loài cá vây tia thuộc họ Cyprinidae.
Loài này có ở the Danube và Vistula drainges, bao gồm parts của Áo, Bulgaria, Croatia, Cộng hòa Séc, Hungary, Moldova, Ba Lan, România, Serbia và Montenegro, Slovakia, Slovenia, và Ukraina.